# یاتویژ دوژا
یاتویژ دوژا (به لاتین: Jatwieź Duża) یک روستا در لهستان است که در گمینا سوخووولا واقع شده‌است. یاتویژ دوژا ۳۳۰ نفر جمعیت دارد.